# De toren van Babel (Escher)
De toren van Babel is een houtsnede van M.C. Escher uit 1928 die hij maakte om het bijbelse verhaal van de Toren van Babel uit het bijbelboek Genesis te illustreren. De kunstenaar, bekend om zijn vaardigheid met perspectief en onconventionele gezichtspunten, gebruikte dit werk om zijn groeiende interesse in deze aspecten van beeldende kunst te verkennen, wat later kenmerkend zou worden voor zijn meer bekende werken. Escher zelf beschouwde zijn vroege werken, daarmee bedoelde hij alles gemaakt voor 1935, als tekenoefeningen met weinig of geen waarde.
In vergelijking met andere kunstwerken die het verhaal van de Toren van Babel hebben afgebeeld, zoals die van Pieter Bruegel de Oude en Gustave Doré, onderscheidt Escher zich door de toren voor te stellen als een geometrische structuur. Bovendien plaatst hij het gezichtspunt boven de toren, wat hem in staat stelt zijn vaardigheid met perspectief te benadrukken.
De keuze om de climax van het verhaal te centreren rond de onvoltooide top van de toren en dit te tonen vanuit een vogelperspectief draagt bij aan het dramatische effect van het kunstwerk. Deze interpretatie is gebaseerd op Escher's eigen opmerkingen over het werk, waarin hij uitlegt dat de actie zich afspeelt op de top van de in aanbouw zijnde toren.